# Melisa Callo
Melisa Callo est une ancienne joueuse argentine de volley-ball née le 9 mars 1985 à Mendoza (Argentine). Elle mesure 1,83 m et jouait au poste d'attaquante ou de réceptionneuse-attaquante. Elle a terminé sa carrière de volley-ball en 2015.

## Clubs
| Club                    | De        | À         |
| ----------------------- | --------- | --------- |
| Club Central San Carlos | 2001-2002 | 2001-2002 |
| Mendoza de Regatas      | 2002-2003 | 2003-2004 |
| CD Universidad Católica | 2004      | 2004      |
| CV Haro                 | 2004-2005 | 2007-2008 |
| CV Miranda              | 2008-2009 | 2008-2009 |
| SES Calais              | 2009-2010 | 2012-2013 |
| PA Venelles             | 2013-2014 | 2013-2014 |
| Volley-Ball Nantes      | 2014-2015 | 2014-2015 |

## Palmarès
- Championnat du Chili
  - Vainqueur : 2004.